# Пи Жертвенника
Пи Жертвенника (лат. π Arae) — звезда в южном созвездии Жертвенника. Плохо видна невооружёным глазом, обладает видимой звёздной величиной +5,25. На основе измерения годичного параллакса, равного 46,30 мсд, получена оценка расстояния 70 световых лет от Солнца. По более свежим данным, полученным космическим аппаратом Gaia, расстояние составляет 41 пк. Лучевая скорость составляет около −3 км/с, звезда приближается к Солнцу.
Звезда принадлежит спектральному классу A5 IV—V, то есть в спектре видны особенности как звёзд главной последовательности, так и субгигантов. Пи Жертвенника, по оценкам, имеет возраст около 319 миллионов лет и вращается со скоростью не менее 54,1 км/с. Масса в 1,73 раза превышает массу Солнца, а радиус в 1,90 раз больше солнечного. Светимость равна 13,3 светимостям Солнца, эффективная температура фотосферы составляет 8215 K.
Пи Жертвенника обладает избытком инфракрасного излучения, что может объясняться наличием остаточного диска Тепловое излучение соответствует двухкомпонентной модели, то есть присутствует внутренний диск из тёплой пыли диоксида кремния и внешнего более холодного диска из грязного льда. Внутренний диск обладает температурой 173 K, он обращается на расстоянии около 9,1 а. e. от звезды. Внешний диск обладает температурой 77 K и обращается на расстоянии около 117,3 а. е. Небольшой размер некоторых пылинок показывает, что внутренний диск мог сформироваться относительно недавно вследствие столкновений обращающихся планетезималей.
На угловом расстоянии 55 минут дуги к северу от Пи Жертвенника находится шаровое скопление NGC 6397